# Michelle Baptiste
Michelle Baptiste (sinh ngày 27 tháng 8 năm 1977) là một vận động viên nhảy xa người Saint Lucia.

## Sự nghiệp
Cô đã giành huy chương đồng tại Giải vô địch Trung Mỹ và Caribe năm 1999. Cô cũng đã tham dự Thế vận hội Olympic 1996 mà không lọt vào vòng chung kết.
Cú nhảy tốt nhất của cô ấy là 6,47 mét, đạt được vào tháng 5 năm 1996 tại Springfield.

## Thành tích
| Năm                      | Giải đấu                                                   | Địa điểm                    | Thứ hạng                 | Nội dung                 | Chú thích                |
| Representing Saint Lucia | Representing Saint Lucia                                   | Representing Saint Lucia    | Representing Saint Lucia | Representing Saint Lucia | Representing Saint Lucia |
| ------------------------ | ---------------------------------------------------------- | --------------------------- | ------------------------ | ------------------------ | ------------------------ |
| 1992                     | CARIFTA Games (U-17)                                       | Nassau, Bahamas             | 3rd                      | Long jump                | 5.50 m                   |
| 1992                     | CARIFTA Games (U-20)                                       | Nassau, Bahamas             | 3rd                      | 4 × 400 m relay          | 4:05.94                  |
| 1995                     | CARIFTA Games (U-20)                                       | George Town, Cayman Islands | 7th                      | 100 m                    | 12.10                    |
| 1995                     | CARIFTA Games (U-20)                                       | George Town, Cayman Islands | 1st                      | Long jump                | 5.66 m                   |
| 1996                     | Central American and Caribbean Junior Championships (U-20) | San Salvador, El Salvador   | 4th                      | 100 m                    | 11.69 (0.7 m/s)          |
| 1996                     | Central American and Caribbean Junior Championships (U-20) | San Salvador, El Salvador   | 2nd                      | Long jump                | 5.99 m                   |
| 1996                     | Olympic Games                                              | Atlanta, Hoa Kỳ             | 46th (h)                 | 100 m                    | 11.92 (0.6 m/s)          |
| 1996                     | World Junior Championships                                 | Sydney, Australia           | 20th (qf)                | 100m                     | 12.08 (wind: -1.3 m/s)   |
| 1996                     | World Junior Championships                                 | Sydney, Australia           | 22nd (q)                 | Long jump                | 5.34 m (wind: +0.4 m/s)  |
| 1999                     | Central American and Caribbean Championships               | Bridgetown, Barbados        | 3rd                      | Long jump                | 6.26 m                   |
| 1999                     | Pan American Games                                         | Winnipeg, Canada            | 13th                     | Long jump                | 5.92 m                   |